# Zygmunt Hołdrowicz

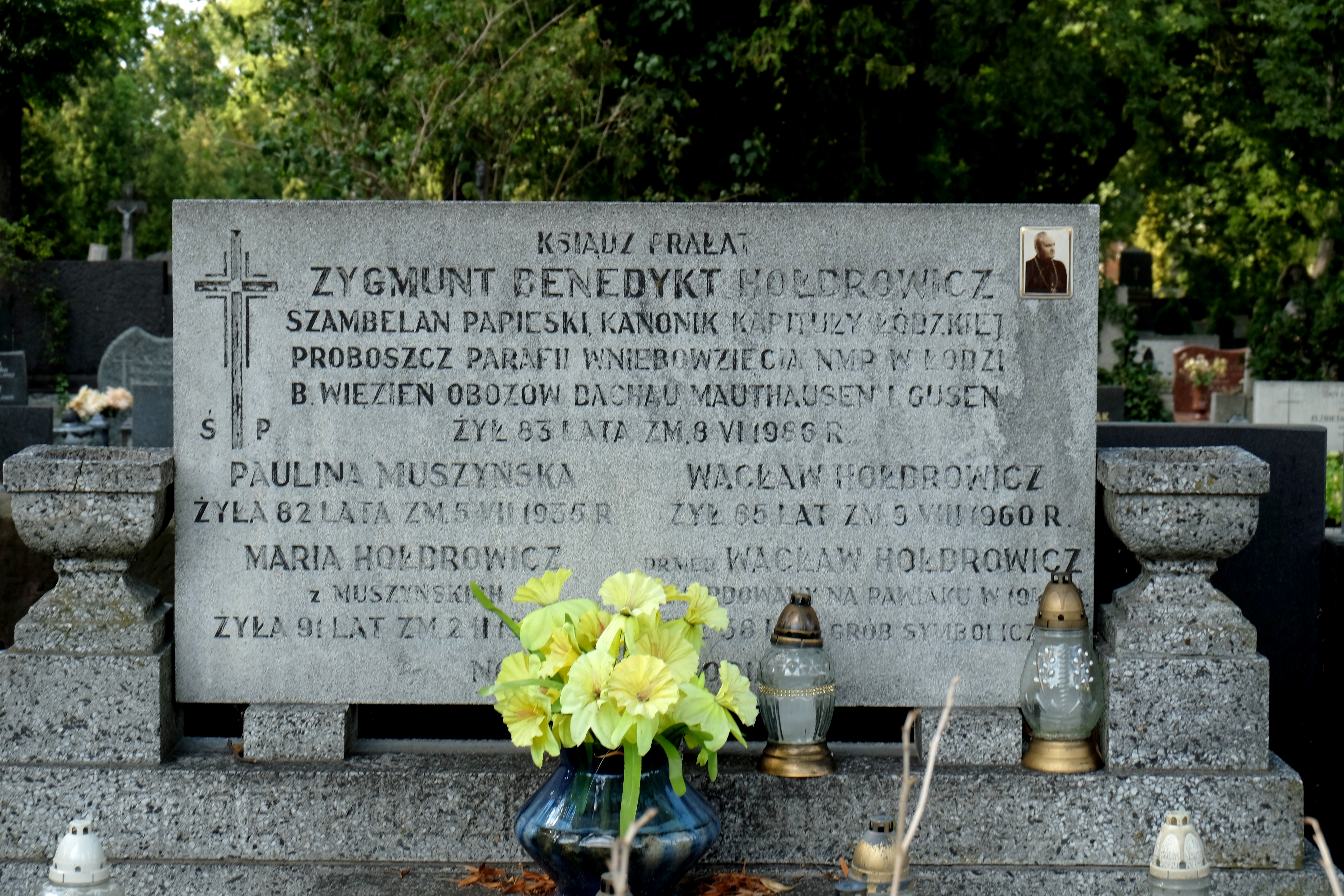
Grób ks. Zygmunta Hołdrowicza na Starym Cmentarzu w Łodzi

Zygmunt Hołdrowicz (ur. 1903, zm. 1986) – polski duchowny rzymskokatolicki.

## Życiorys
Pochodził z parafii Podwyższenia Świętego Krzyża w Łodzi. Otrzymał święcenia kapłańskie w 1926. Od 1933 do 1936 był proboszczem parafii Najświętszej Maryi Panny Królowej Polski i Świętego Jana Vianney w Woli Kamockiej. W latach 1936–1940 oraz 1945–1948 był proboszczem parafii św. Marcina w Strykowie. W międzyczasie podczas II wojny światowej został aresztowany przez Niemców i osadzony w obozie koncentracyjnym Dachau (KL), gdzie odzyskał wolność u kresu wojny 29 kwietnia 1945. Od 1948 do 1962 był proboszczem parafii Niepokalanego Poczęcia Najświętszej Maryi Panny w Koluszkach. Od 1962 do 1982 był proboszczem parafii Wniebowzięcia Najświętszej Maryi Panny w Łodzi. 
Postanowieniem prezydenta Bolesława Bieruta z 17 kwietnia 1948 został odznaczony Krzyżem Oficerskim Orderu Odrodzenia Polski za wybitne zasługi położone w walce o Demokrację i Niepodległość.